# Riex
Riex är en ort i kommunen Bourg-en-Lavaux i kantonen Vaud i Schweiz. Den ligger cirka 8,5 kilometer sydost om Lausanne. Orten har 323 invånare (2021).
Orten var före den 1 juli 2011 en egen kommun, men slogs då samman med kommunerna Cully, Epesses, Grandvaux och Villette till den nya kommunen Bourg-en-Lavaux.